# DJ Gruff
DJ Gruff, de son vrai nom Sandro Orrù, né le 8 janvier 1965 à Terralba, est un rappeur et disc jockey italien.

## Biographie
Sandro Orrù est né le 8 janvier 1965 à Terralba. Il entre en contact pour la première fois avec la culture du hip-hop en 1982 à Turin, grâce à sa passion pour le scratching ; plus tard, il s'intéresse au break dance, au beatbox puis finalement au rap qu'il commence à pratiquer. En 1986, il fréquente Milan, où il retrouve Top Cat, DJ Skizo, Kaos One et Sean, et intègre le Fresh Press Crew. Il collabore pendant une période avec groupes comme Casino Royale.
Plus tard, il déménage à Bologne où il rencontre Deda et à la demande de son ami Soul Boy du label Century Vox, pour enregistrer avec Speaker Deemo Sfida il buio - Questione di stile, et avec Isola Posse All Stars, Passaparola. En 1992, entre Milan et Bologne, il commence la production d'un double album intitulé Rapadopa, qui sort en janvier 1993 chez Sony. En 1994, il participe à l'album SXM de Sangue Misto : le disque est universellement reconnu comme un classique du genre hip-hop. En 1995, il déménage à Salento et commence à produire son deuxième album studio, Zero Stress, tout en se déplaçant souvent à Bologne et Milan. L'album est auto-produit et publié en 1996 sur son propre label, 0s3ss. Cette année, le label 0s3ss produit l'album Fastidio de Kaos One. Il forme aussi le crew Alien Army qui publie un premier album intitulé Il contatto (1997). En 1998, il signe un contrat avec PolyGram auquel il publie l'EP Il Suono della strada. À l'origine, il a signé pour deux albums, mais n'en enregistrera qu'un seul. Plus tard, il publie trois volets de 3 Tocchi, et l'album O tutto o niente. 
En 2000, ils scratche pour le film Zora la vampire,, participant à deux chansons. En 2001, il tourne à Turin et Tokyo, puis continue à collaborer avec d'autres artistes comme Ghost Town Rockers, the Place2Be, Fresh Press Crew, Radical Stuff, Casino Royale, Isola Posse All Stars, Sangue Misto, Alien Army, Royalize, et Maserio.
En septembre 2007, DJ Gruff lance un projet unique appelé Viene e va, un work in progress gratuitement téléchargeable. En 2009, il sort l'album Sandro O.B. au label Sinfonie, qui fait participer Speaker Cenzou, Esa aka El Presidente, et Dre Love. À la fin 2010, il sort l'album Phonogruff. À la fin 2014, DJ Gruff annonce la sortie d'un dernier album, Le conseguenze del bene durant 2017.

## Discographie

### Albums studio
- 1993 : Rapadopa
- 1996 : Zero Stress
- 1998 : Il suono della strada
- 1999 : O tutto o niente
- 2001 : Svarioni premeditati
- 2001 : Karasau Kid
- 2002 : Lowdy '82 / '03
- 2002 : Svarioni premeditati
- 2002 : Tiffititaff
- 2002 : The Worst Hits of Gruffettalco
- 2004 : Frikkettonism
- 2005 : Uno
- 2009 : Sandro O B
- 2011 : Phonogruff
- 2017 : Le conseguenze del bene

### Albums collaboratifs
- 1989 : Let's Get Dizzy (avec Radical Stuff)
- 1992 : Passaparola (avec Isola Posse All Stars)
- 1994 : SxM (avec Sangue Misto)
- 1996 : Il contatto (avec Alien Army)
- 1998 : Orgasmi meccanici (avec Alien Army)
- 1999 : Mono spettacolare (avec Alien Army)
- 1999 : Alien Army (single 12" avec Alien Army)
- 2001 : Gruffetti e Tayog - Dailaloma pt2 (avec DJ Tayone)
- 2001 : Scientific Experiment (avec DJ Tayone)
- 2003 : Pecorino Sardo (avec Menhir)
- 2004 : Maserio P a D (avec Svez)

### Singles
- 2002 : La coreografia
- 2002 : La formula
- 2008 : Viene e Va

### EP
- 1994 : La Musica (12")
- 1998 : Tre Tocchi Vol. 1
- 1998 : Tre Tocchi Vol. 2
- 1998 : Tre Tocchi Vol. 3
- 2002 : Kaedaman
- 2003 : Kazsudonia
- 2005 : Valvascratch
- 2008 : Bastard

### Collaborations
- 1992 : Sfida il buio / Questione di stile
- 1996 : Messaggeri Pt.2
- 1996 : Black Hole
- 1998 : Sucker per sempre" e "1 VS 2
- 1998 : Solo fumo (avec 107 elementi)
- 2002 : Pecorino Sardo (avec Menhir)
- 13 bastardi - Ma che ne so
- La Valle del 3
- Kerosene (avec DJ 2P, Delivery Vibes)